# Plastiukî, Ohtîrka
Plastiukî (în ucraineană Пластюки) este un sat în comuna Rîbalske din raionul Ohtîrka, regiunea Sumî, Ucraina.

## Demografie
Componența lingvistică a localității Plastiukî
     Ucraineană (88,89%)
     Rusă (11,11%)
Conform recensământului din 2001, majoritatea populației localității Plastiukî era vorbitoare de ucraineană (88,89%), existând în minoritate și vorbitori de rusă (11,11%).